# Supercoppa italiana 2009 (pallamano maschile)
La Supercoppa italiana 2009 è stata la 5ª edizione del torneo di pallamano riservato alle squadre vincitrici, l'anno precedente, la Serie A Élite e la Coppa Italia.
Esso è stato organizzato dalla FIGH, la federazione italiana di pallamano.
Il torneo è stato vinto dal Conversano per la 2ª volta nella sua storia.

## Squadre qualificate
| Squadre    | Qualificazione               | Partecipazioni precedenti (il grassetto indica la vittoria) |
| ---------- | ---------------------------- | ----------------------------------------------------------- |
| Casarano   | Vincitore del campionato     | 2 (2007, 2008)                                              |
| Conversano | Detentore della Coppa Italia | 1 (2006)                                                    |

## Finale
| Campione d'Italia | Detentore Coppa Italia | Risultato                             |
| ----------------- | ---------------------- | ------------------------------------- |
| Casarano          | Conversano             | Lignano Sabbiadoro, 20 settembre 2009 |
| Casarano          | Conversano             | 24 - 25                               |

| Arbitri: | Di Domenico Fornasier |

|                                                                      |           |                                                            |
| Kokuca 9 Torbica 6 Ognjenović 3 Stevanović 3 Stritoff 2 Tseliapneu 1 | Marcatori | Corzo 11 Radovčić 6 Gaeta 2 Řezníček 2 Tarafino 2 Arcuri 1 |

## Campioni
| Vincitore della Supercoppa italiana 2009-2010 |
| --------------------------------------------- |
| Handball Club Conversano 2º titolo            |